# Pallante (gigante)
Pallante (in greco antico: Πάλλας?, Pállas) o Pallade o Pallas è un personaggio della mitologia greca ed un Gigante dalla pelle impenetrabile.

## Genealogia
Nato (come tutti i giganti) dal sangue di Urano caduto su Gea o dal Tartaro.

## Mitologia
Il nome di Pallante appare spesso nella mitologia ed a lui vengono associate storie confuse e che lo collegano ad altri personaggi. In genere tutte concordano che sia morto durante la Gigantomachia e sovente la sua morte avviene per causa della dea Atena, ma altre volte è la sua stessa esistenza ad essere confusa con quella di altri miti.

### Athena Pallade e l'Egida
Secondo Apollodoro, durante la Gigantomachia il gigante fu da lei scorticato e con sua pelle la dea ottenne l'Egida. 

Due autori (Clemente Alessandrino e Cicerone) scrivono invece che Pallante sia stato il padre di Atena e che sia stato scorticato dopo un tentativo di violentarla. 

Da Epicarmo provengono frammenti che aggiungono che fu da questo episodio che la dea prese l'epiteto di Pallade.
Euripide sembra invece considerare la presenza di una gorgone tra i giganti durante la guerra contro gli dei ed aggiunge che fu lei ad essere uccisa e scorticata e che fu dalla pelle della gorgone che sia stata fatta l'Egida, mentre il poema epico Meropis dice che il gigante ucciso da Athena sia Asterio (non Pallade) e che sia da quest'altra pelle che proviene l'Egida.
Nella Gigantomachia del poeta latino Claudiano (scritta nel tardo IV secolo d.C.), Pallante figura come uno dei tanti giganti trasformati in pietra da Minerva (il corrispettivo romano di Athena) che utilizza uno scudo che indica con il nome di Gorgon.

### Omonimie
Pallante è anche il nome di un titano e negli scritti mitologici viene spesso confuso con il gigante Pallante.